# Heavy Metal Thunder (Saxon)
Heavy Metal Thunder è un'antologia dei Saxon pubblicata nel 2002.

## Il disco
L'album consta di tredici (di cui otto già presenti nel CD bonus di Killing Ground) classici del gruppo ri-registrati ad inizio anni duemila. L'edizione limitata presenta inoltre un secondo disco con cinque canzoni dal vivo registrate nel 2002 durante uno spettacolo a San Antonio (Texas) ed il video della canzone Killing Ground realizzato durante il Wacken Open Air del 2001.

## Tracce
1. Heavy Metal Thunder - 4:13
2. Strong Arm of the Law - 4:25
3. Power and the Glory - 5:59
4. And the Bands Played on - 2:53
5. Crusader - 6:40
6. Dallas 1PM - 6:18
7. Princess of the Night - 4:11
8. Wheels of Steel - 5:54
9. 747 (Strangers in the Night) - 5:02
10. Motorcycle Man - 3:47
11. Never Surrender - 3:37
12. Denim and Leather - 5:21
13. Backs to the Wall - 3:07

### Bonus Disc
1. Broken Heroes - 4:10
2. Dragon's Lair - 6:38
3. The Eagle Has Landed - 5:52
4. 20,000 FT - 3:45
5. Crusader - 4:24
6. Killing Ground (Music Video)

## Formazione
- Biff Byford - voce
- Nibbs Carter - basso
- Doug Scarratt - chitarra
- Paul Quinn - chitarra
- Fritz Randow - batteria

## Produzione
- Prodotto da Biff Byford & Saxon
- Recorded at Karo Studios Brackel, Germania
- Engineered by: Nikolo Kocev & Charlie Bauerfeind
- Executive Producer: Rainer Hänsel
- Mixed by: Herman Frank & Rainer Hänsel
- Mastered by: Rainer Holst at Staccato Studios Hannover, Germany
- Cover Design: Paul R. Gregory